# Supremi apostolatus officio

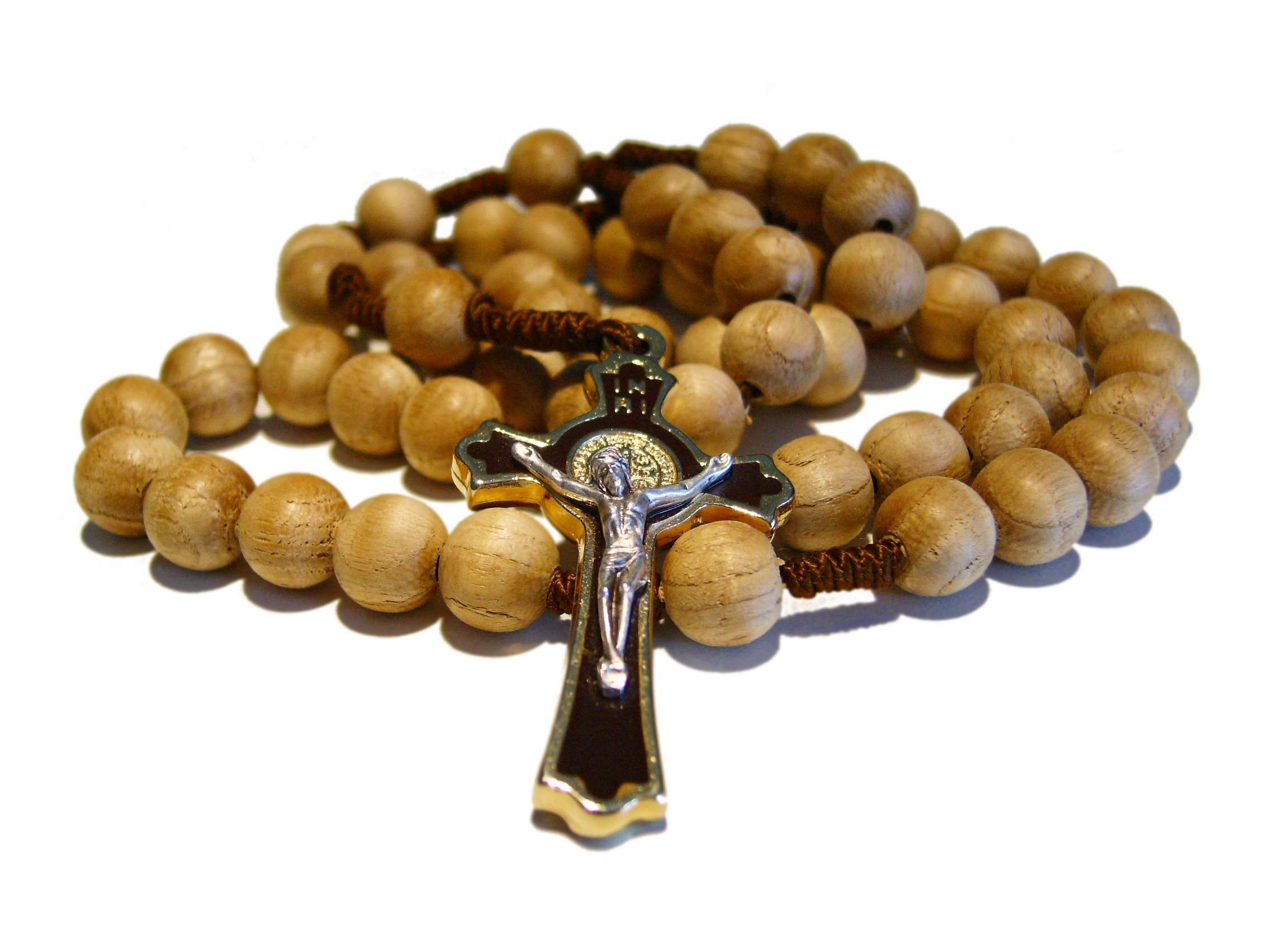
Katholischer Rosenkranz

Supremi apostolatus officio ist eine Enzyklika von Papst Leo XIII. Sie wurde am 1. September 1883 veröffentlicht und trägt den Untertitel „Der Rosenkranz in Geschichte und Gegenwart“. In ihr beschreibt der Papst den Rosenkranz als ein wirksames geistiges Mittel.

## Maria und die Bedeutung des Rosenkranzes
Der Papst erinnert an die traditionelle Hinwendung zu Maria und erklärt den Grund seines Schreibens. Als eines der bedeutendsten Gebete bezeichnet er den Rosenkranz, der der gesamten Christenheit zum Wohl gedient habe. Es sei die Reinheit Mariens, die diese Besonderheit hervorhebe, so schreibt er, und weist auf die Schwierigkeiten hin, welche die Kirche überstehen müsse. Nicht auf Waffengewalt, sondern ganz besonders auf das Gebet des Rosenkranzes setzte er sein Vertrauen.

## Das Rosenkranzfest
Er beschreibt die  Erfolge, die durch das Rosenkranzgebet erreicht worden seien. Diese Gebete hätten schließlich im sechzehnten Jahrhundert Europa, wenn auch nach hartem Kampf und großen Blutverlusten, vor der Unterjochung und Barbarei bewahrt. Es waren dann, so erklärt er, die Päpste Gregor XIII. und Clemens XI., die nach dem Sieg über die türkischen Truppen veranlassten, das Rosenkranzfest zu verkünden, bzw. das Rosenkranzfest „zum dankbaren Gedächtnis für die ganze Kirche“ einzuführen.

## Fürbitte und Heilung
Die Verbreitung des Rosenkranzgebetes führe zu einer besonderen Verehrung Mariens und das Gebet helfe, den  „Zorn Gottes zu versöhnen und die Fürbitte der allerseligsten Jungfrau zu erflehen“, bringt er zum Ausdruck. Es wird daher aufgerufen und es sei angemessen in diesen Tagen, die heilige Jungfrau im Rosenkranzgebet um Hilfe zu bitten.  Die Fürbitten im Rosenkranzgebet seien es, die zur Heilung des Gemeinwesens beitragen könnten.

## Päpstliche Anweisung
Papst Leo XIII. weist in seinem Lehrschreiben die ganze katholische Welt an, dass eben in diesem Jahr das Fest der allerseligsten Jungfrau vom Rosenkranz besonders festlich und feierlich begangen werden solle. Er legt fest, dass vom 1. Oktober bis 2. November in allen Pfarrkirchen „mindestens fünf Dekaden (Gesamtheit von zehn Stück) des Rosenkranzes nebst der Lauretanischen Litanei gebetet“ werden sollen, zugleich solle auch das hl. Messopfer gefeiert werden oder das allerheiligste Sakrament zur Anbetung ausgesetzt werden.

## Erweiterung des Rosenkranzes
Bereits am 24. Dezember 1883 verkündet er mit dem Apostolischen Schreiben „Salutaris ille“, dass die Bitte „Königin des Heiligen Rosenkranzes, bitte für uns!“ in die Lauretanische Litanei aufgenommen wird.

## Quelle
Sämtliche Rundschreiben, erlassen von Unserem Heiligsten Vater Leo XIII., durch göttliche Vorsehung Papst. Vierte Sammlung (1881–1885), Herder’sche Verlagsbuchhandlung, Freiburg im Breisgau 1904, 7–35.